# Sand Springs

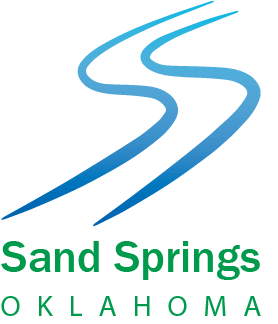
Logo van de stad

Sand Springs is een plaats (city) in de Amerikaanse staat Oklahoma, en valt bestuurlijk gezien onder Osage County en Tulsa County.

## Demografie
Bij de volkstelling in 2000 werd het aantal inwoners vastgesteld op 17.451.
In 2006 is het aantal inwoners door het United States Census Bureau geschat op 18.246, een stijging van 795 (4.6%).

## Geografie
Volgens het United States Census Bureau beslaat de plaats een oppervlakte van
54,3 km², waarvan 48,4 km² land en 5,9 km² water. Sand Springs ligt op ongeveer 196 m boven zeeniveau.

## Geboren
- Cindy Pickett (1947), Amerikaans actrice

## Plaatsen in de nabije omgeving
De onderstaande figuur toont nabijgelegen plaatsen in een straal van 20 km rond Sand Springs.